# Медведь — липовая нога
«Медведь — липовая нога» — советский мультипликационный фильм 1984 года Галины Бариновой по сценарию Виктора Мережко.

## Сюжет
Медведь залез на пасеку и, отбиваясь от пчёл, попал лапой в улей-колоду. Поскольку ни он сам, ни лесные звери снять её не смогли, пришлось косолапому воришке идти за помощью к людям. Ночью медведь пришёл к избе, где жили мужик с женой — хозяева пасеки, стал заглядывать в окошки. Хозяева испугались и завалили дверь, придвинув всю домашнюю утварь. На рассвете вышли, а во дворе медведь спит. Мужик с женой отпилили дно улья и освободили медведя от колоды.

## Создатели
- Автор сценария: Владимир Мережко
- Кинорежиссёр: Галина Баринова
- Художники-постановщики: Галина Баринова, Нина Николаева
- Кинооператор: Михаил Друян
- Музыкальное оформление: Дмитрия Покровского
- Звукооператор: Владимир Кутузов
- Художники-мультипликаторы: Галина Золотовская, Сергей Дёжкин, Дмитрий Куликов, Елена Малашенкова, Антонина Алёшина, Александр Давыдов, Татьяна Померанцева, Юрий Батанин, Иосиф Куроян
- Роли озвучивали:
- Степан Бубнов
- Анастасия Вертинская
- Анатолий Папанов
- Лев Дуров
- Художники: Александр Атаманова, Леонид Бирюкова, Владимир Макина
- Ассистент режиссёра: Леонид Морозова
- Монтажёр: Елена Белявская
- Редактор: Елена Никиткина
- Директор съёмочной группы: Любовь Бутырина

## Видеоиздания
Мультфильм неоднократно переиздавался на DVD в сборниках мультфильмов «Михал Потапыч» («Союзмультфильм», дистрибьютор «Крупный план»).

## Отзывы
Основной темой творчества Галины Бариновой стали русские сказки для малышей о животных, рассказанные ненавязчиво, лёгким языком, с юмором и запоминающимися мелодиями. Среди удач — «Жирафа и очки», «Страшная история», «Хитрая ворона», «Медведь — липовая нога». Во всех своих фильмах Галина Баринова выступает и в качестве художника-постановщика.— Сергей Капков